# Bombycomorpha bifascia
Bombycomorpha bifascia là một loài bướm đêm thuộc họ Lasiocampidae. Nó được tìm thấy ở Nam Phi.
Ấu trùng ăn tán lá của loài Rhus dentata.

## Hình ảnh

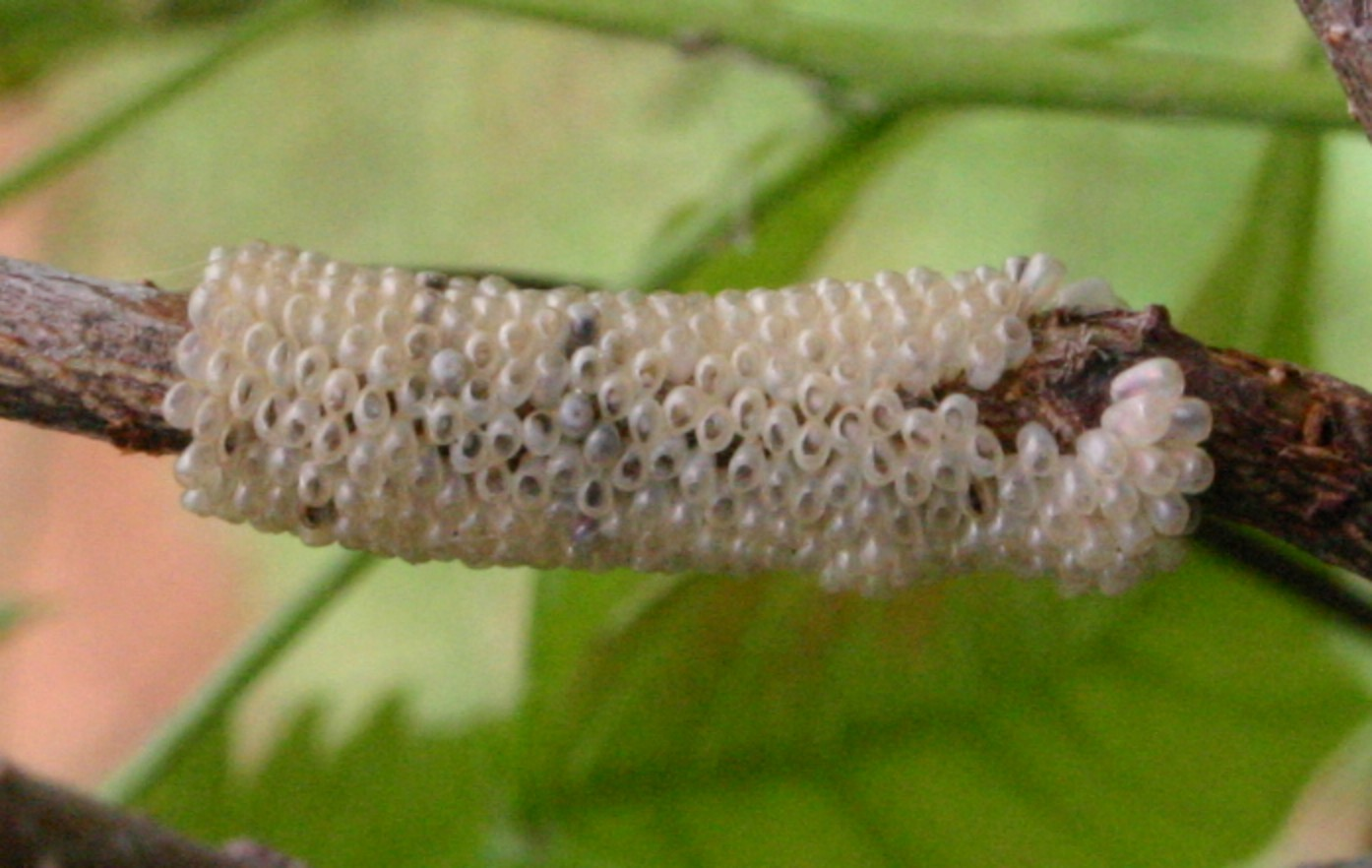
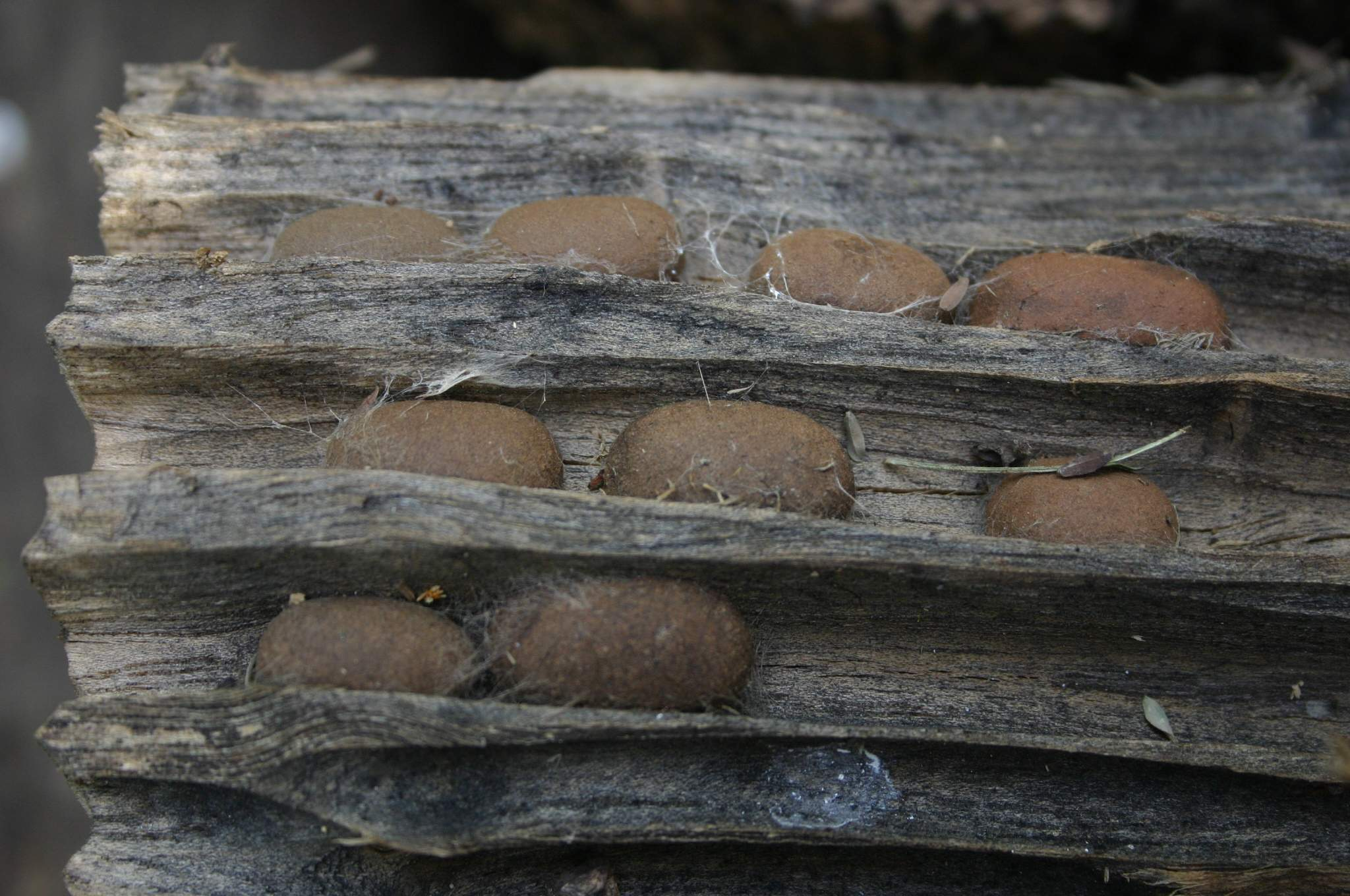
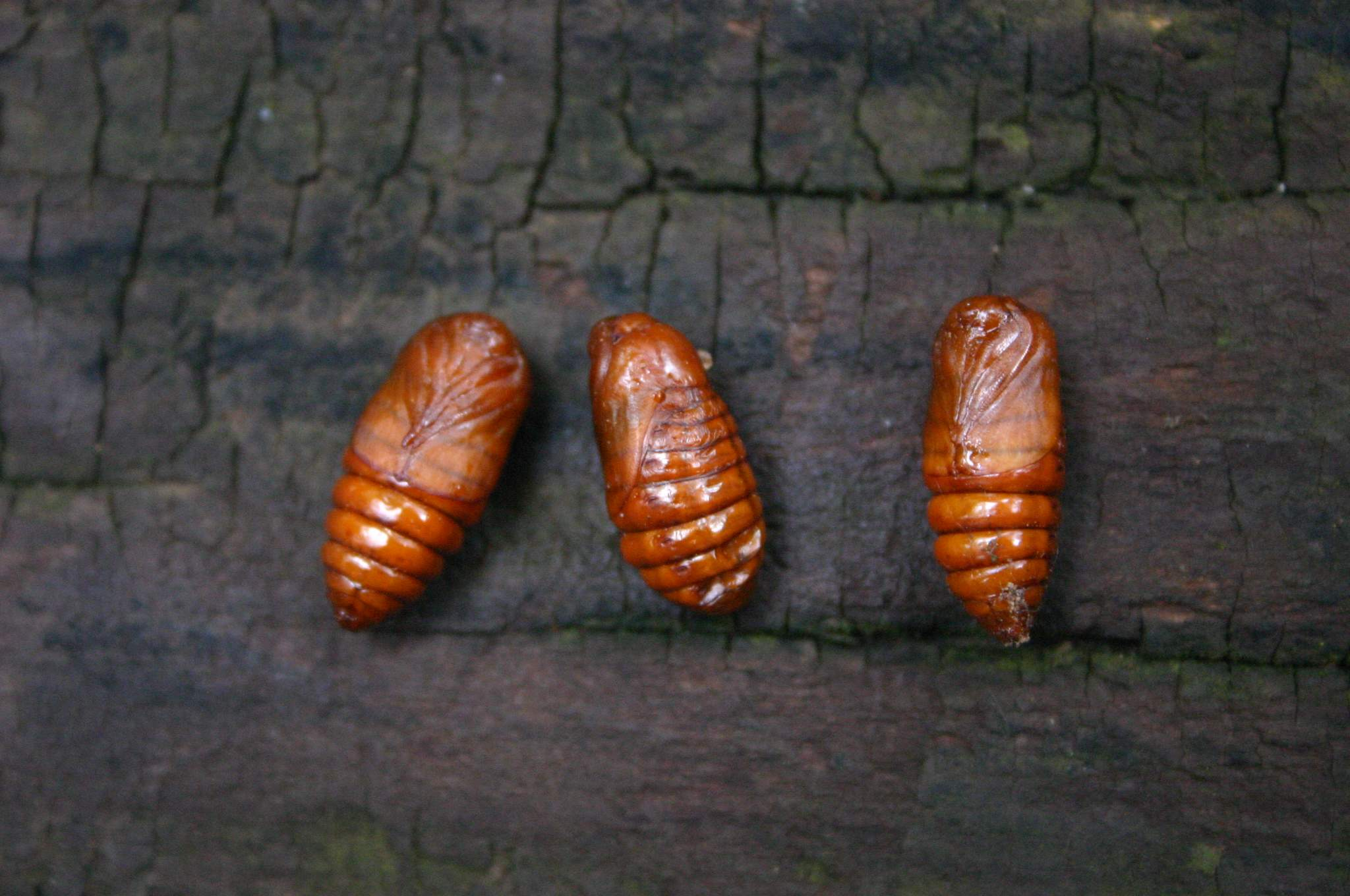
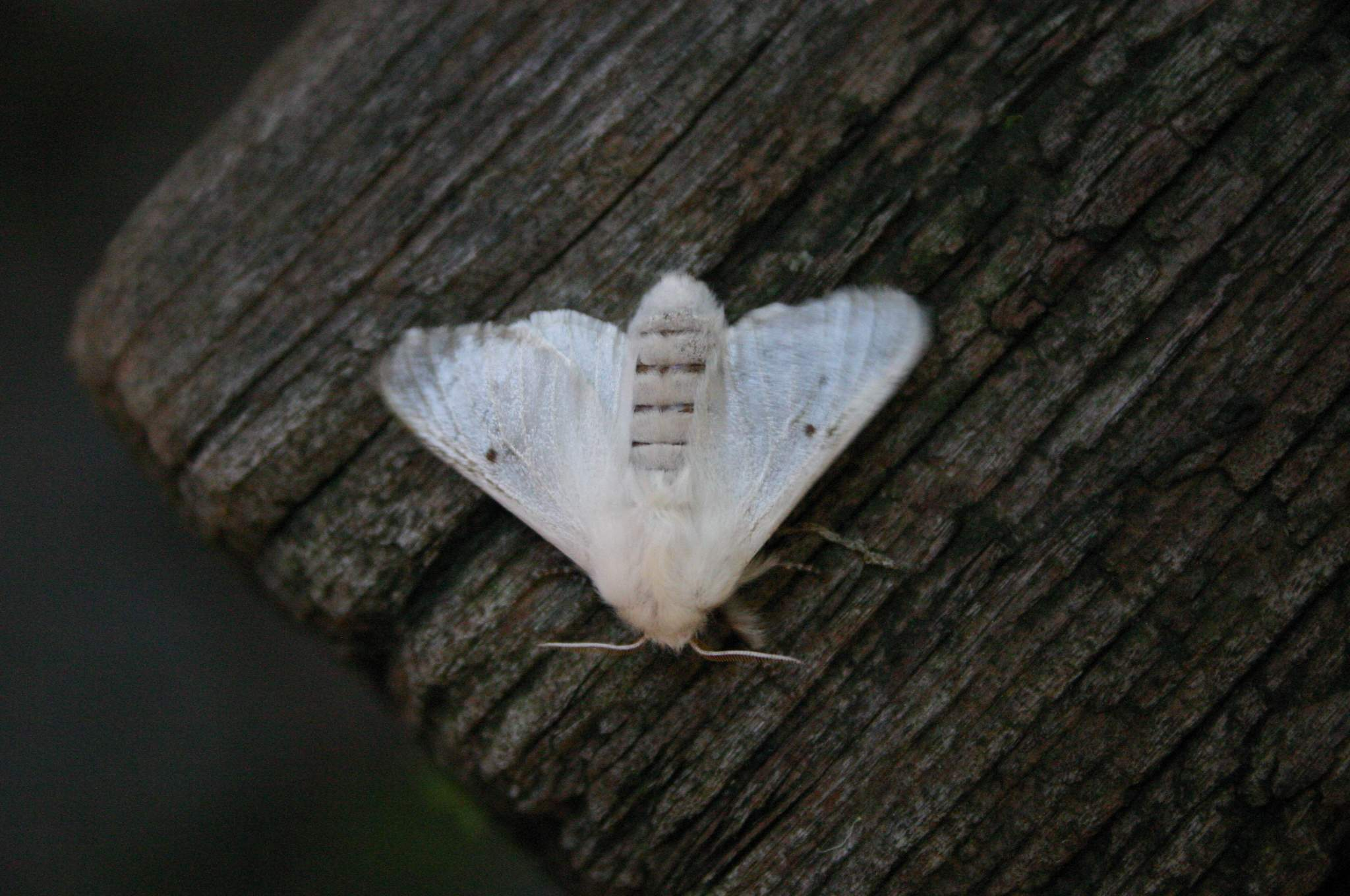